# The Peel Sessions (álbum de Joy Division)
| Críticas profissionais | Críticas profissionais |
| Avaliações da crítica  | Avaliações da crítica  |
| Fonte                  | Avaliação              |
| ---------------------- | ---------------------- |
| All Music Guide        | link                   |

The Peel Sessions é uma compilação musical da banda britânica de pós-punk Joy Division, lançado em 1990. Ele contém faixas de dois EPs das mesmas Peel Sessions, lançados, respectivamente, em 1986 e 1987.

## Faixas
Todas as faixas por Joy Division
1. "Exercise One" – 2:30
2. "Insight" – 3:55
3. "She's Lost Control" – 4:10
4. "Transmission" – 3:55
5. "Love Will Tear Us Apart" – 3:20
6. "Twenty Four Hours" – 4:05
7. "Colony" – 4:00
8. "Sound of Music" – 4:20